# Al Bahraoyine
Al Bahraoyine (en àrab البحراويين, al-Baḥrāwiyyīn; en amazic ⴱⵃⵔⴰⵡⵢⵢⵉⵏ) és una comuna rural de la província de Fahs-Anjra, a la regió de Tànger-Tetuan-Al Hoceima, al Marroc. Segons el cens de 2014 tenia una població total de 8.465 persones. Està situada a l'est de Tànger. Limita al nord amb l'estret de Gibraltar; a l'est, amb la comuna d'Al-Ksar es-Seghir; al sud-este, amb la comuna de Malloussa; al sud-oest amb Laaouama; i a l'oest amb la prefectura de Tanger-Assilah.